# الجبهة الشعبية الثورية
الجبهة الشعبية الثورية (الماركسية اللينينية الماوية)بالإسبانية Frente Revolucionario del Pueblo (Marxista-Leninista-Maoísta) هي منظمة ثورية بوليفية تؤمن بالعمل المسلح كسائر المنظمات والحركات الماوية تعارض هذه المنظمة النهج السياسي الذي يقوده ايفو مورالس. تقترب أفكار الجبهة من أفكار الحزب الشيوعي البيرفي المعروف بالدرب المضئ.